# Лот (Библија)
Лот је, према Књизи постања, братанац Аврама и отац Моава и Амона. Упозорен од анђела због своје праведности, напустио Содому благовремено и тако избегао судбину Содомита, спаљених небеским огњем. Лотова жена, међутим, претворена је у кип сланог камена зато што се, упркос анђелске забране, осврнула да види шта се то збива са Содомом.